# Kisbárkány
Kisbárkány là một thị trấn thuộc hạt Nógrád, Hungary. Thị trấn này có diện tích 8,03 km², dân số năm 2010 là 206 người, mật độ 26 người/km².